# شهرستان سیحوت
ناحیهٔ سیحوت (به عربی: مدیریة سیحوت) یک ناحیه در یمن است که در استان مهره واقع شده‌است.
ناحیهٔ سیحوت ۱۱٬۷۴۶ نفر جمعیت دارد.